# Fosse Sainte-Marie des mines d'Azincourt
Ne doit pas être confondu avec Fosse Sainte-Marie des mines d'Aniche.
La fosse Sainte-Marie de la Compagnie des mines d'Azincourt est un ancien charbonnage du Bassin minier du Nord-Pas-de-Calais, situé à Aniche. Les travaux commencent en 1841 au sud-est de la fosse Saint-Édouard. Cette fosse extrait relativement peu, elle est surtout utilisée pour assurer l'aérage des fosses Saint-Édouard et Saint-Auguste. Elle est abandonnée en même temps que cette première fosse, un lavoir à charbon est installé dans ses bâtiments et les déchets sont déversés dans le puits. La Compagnie des mines d'Aniche a ouvert à la fin des années 1850 une fosse du même nom à Auberchicourt.
Au début du XXIe siècle, Charbonnages de France matérialise la tête du puits Sainte-Marie, qui est située dans un espace vert.

## La fosse

### Fonçage
La fosse Sainte Marie a été ouverte en 1841, à Aniche, à 290 mètres environ au sud-sud-est de la fosse Saint-Édouard. Elle est entrée dans le terrain houiller à 143 mètres du sol, ou à 132 mètres et n'a été approfondie que jusqu'au niveau de 240 mètres. Le diamètre du puits est de quatre mètres. C'est le premier puits ouvert par la Compagnie des mines d'Azincourt depuis sa création par fusion de quatre sociétés, la fosse Saint-Édouard ayant été ouverte en 1838 par la Compagnie d'Azincourt.

### Exploitation
La fosse Sainte-Marie n'a pour ainsi dire pas servi à l'extraction, un ventilateur a juste été installé pour aérer les travaux de Saint-Édouard puis de Saint-Auguste. Une bowette poussée au sud de cette fosse, à la profondeur de 176 mètres, a rencontré le calcaire à 312 mètres du puits. Ce calcaire a une inclinaison de 53° au sud et paraît être en stratification concordante avec le terrain houiller. On n'a pas remarqué de faille ou d'accident à la séparation des deux terrains. C'est un premier point où l'on a atteint le calcaire carbonifère qui forme la limite sud du bassin.
La Compagnie des mines d'Aniche commence en 1856 les travaux d'une fosse Sainte-Marie à Auberchicourt, à 3 127 mètres au nord-ouest, et qui commence à extraire en 1863.
La fosse Sainte-Marie a été abandonnée en même temps que celle de la fosse Saint-Édouard, en 1882, à la suite de l'éboulement du puits de cette dernière,. Un lavoir à charbon a été installé dans ses bâtiments, et ses déchets servent à combler le puits cuvelé en briques, profond de 260 mètres. Cette fosse a eu deux étages de recette aux profondeurs de 176 et 240 mètres. Dès lors, la fosse Saint-Roch est la seule fosse extractive de la compagnie.

### Reconversion
Au début du XXIe siècle, Charbonnages de France matérialise la tête du puits Sainte-Marie. Le BRGM y effectue des inspections chaque année. Le puits est situé dans un espace vert.

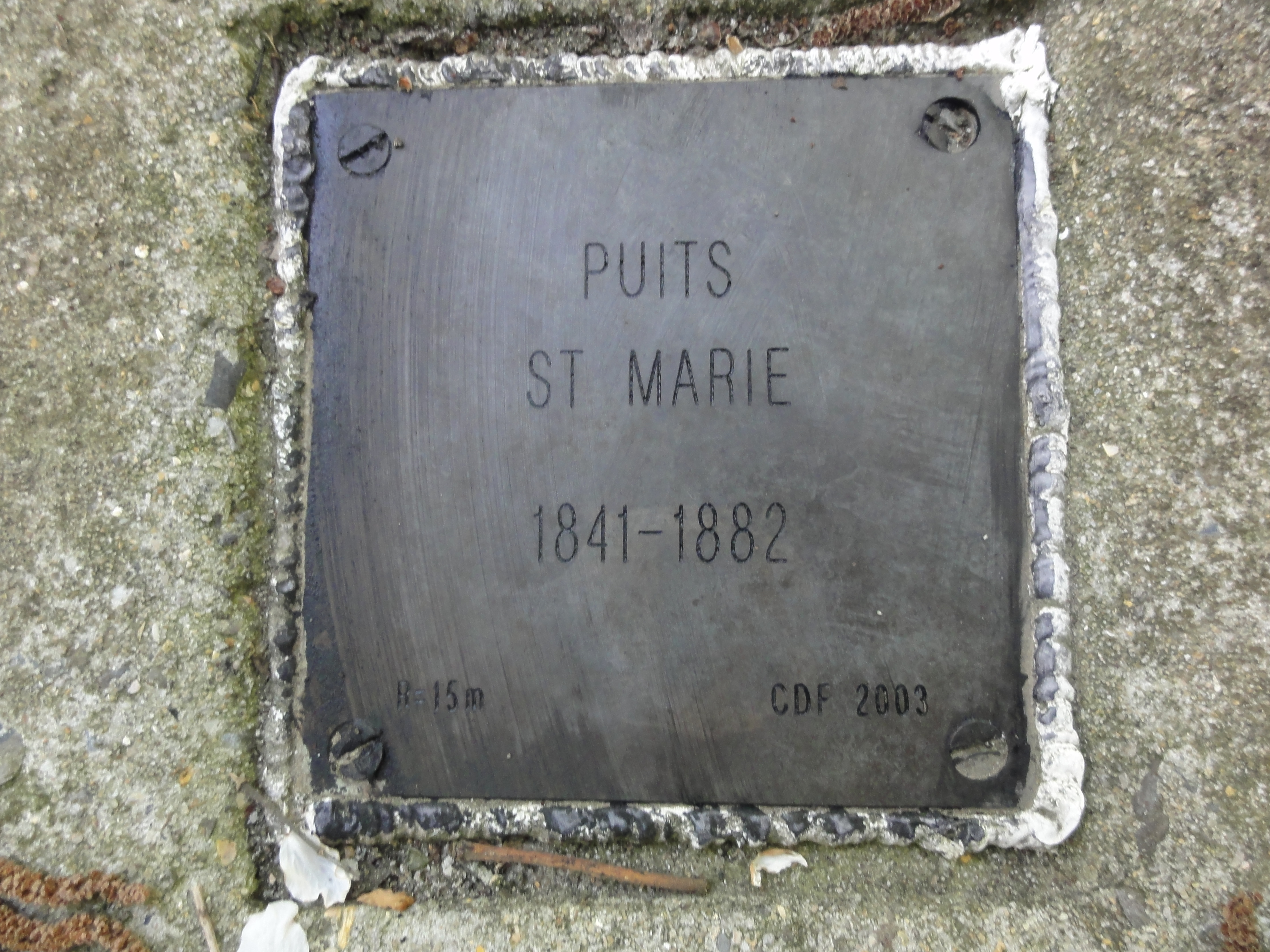
« Puits Sainte-Marie, 1841-1882 ».
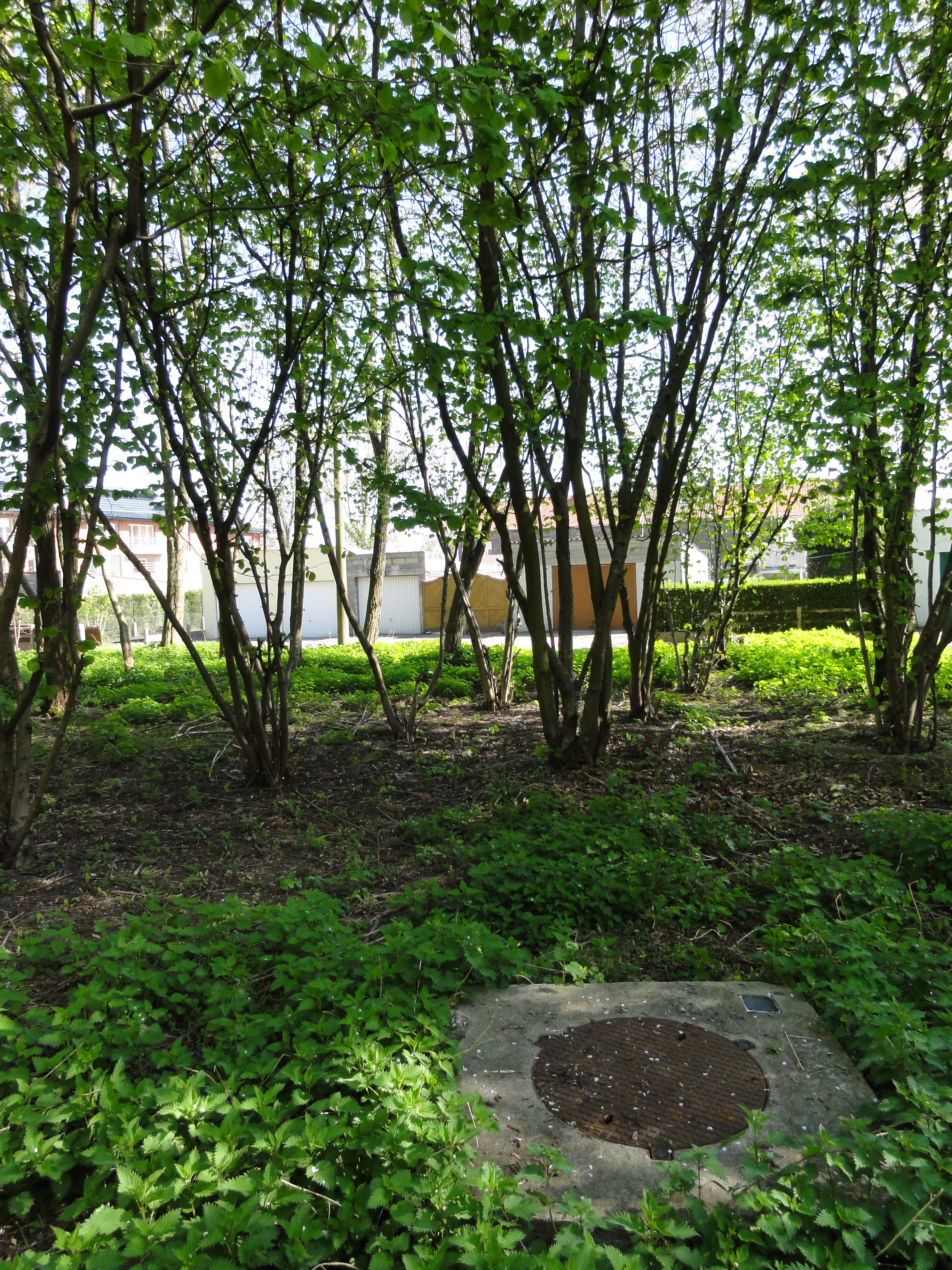
Le puits dans son environnement.
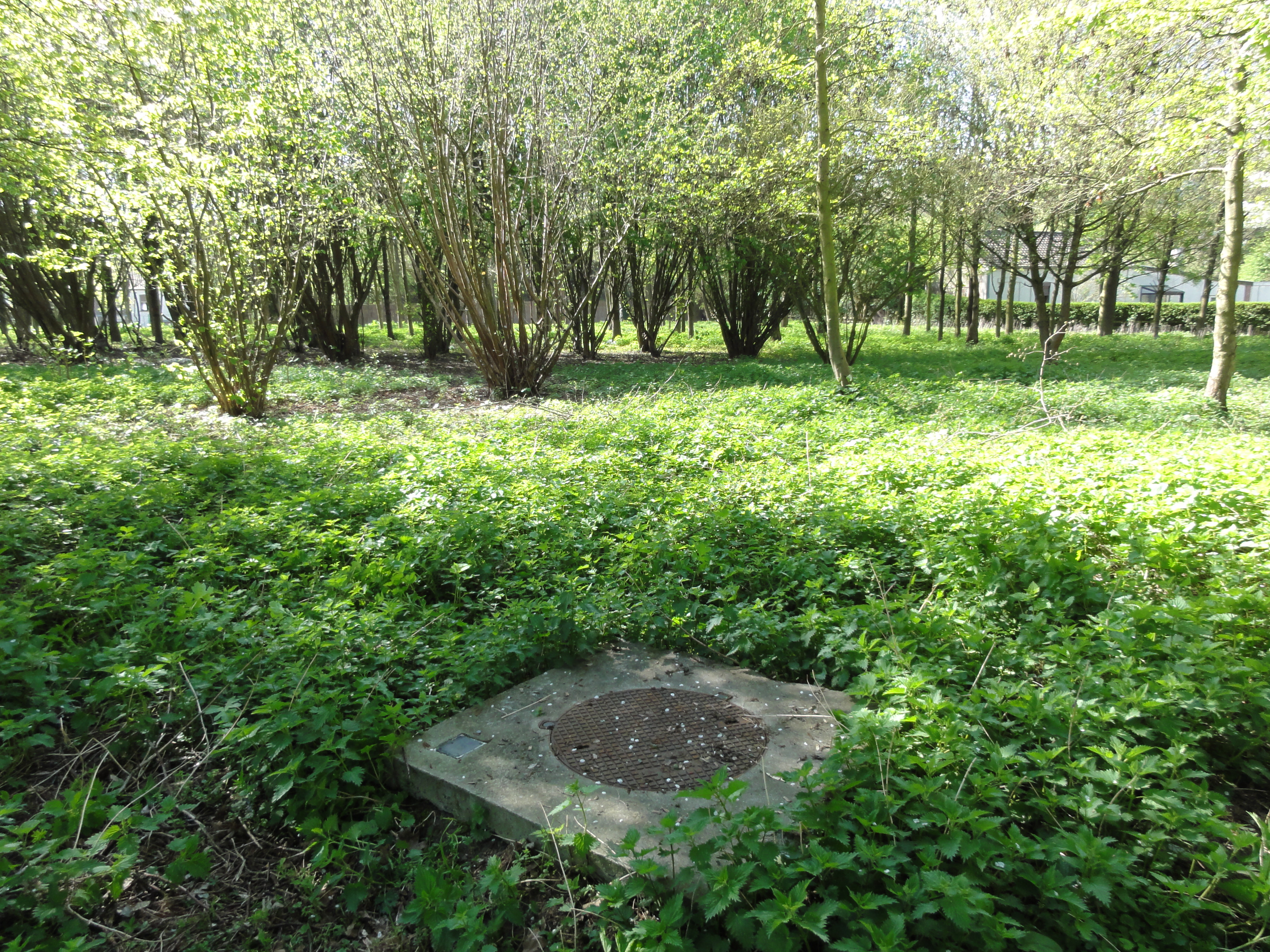
Le puits dans son environnement.
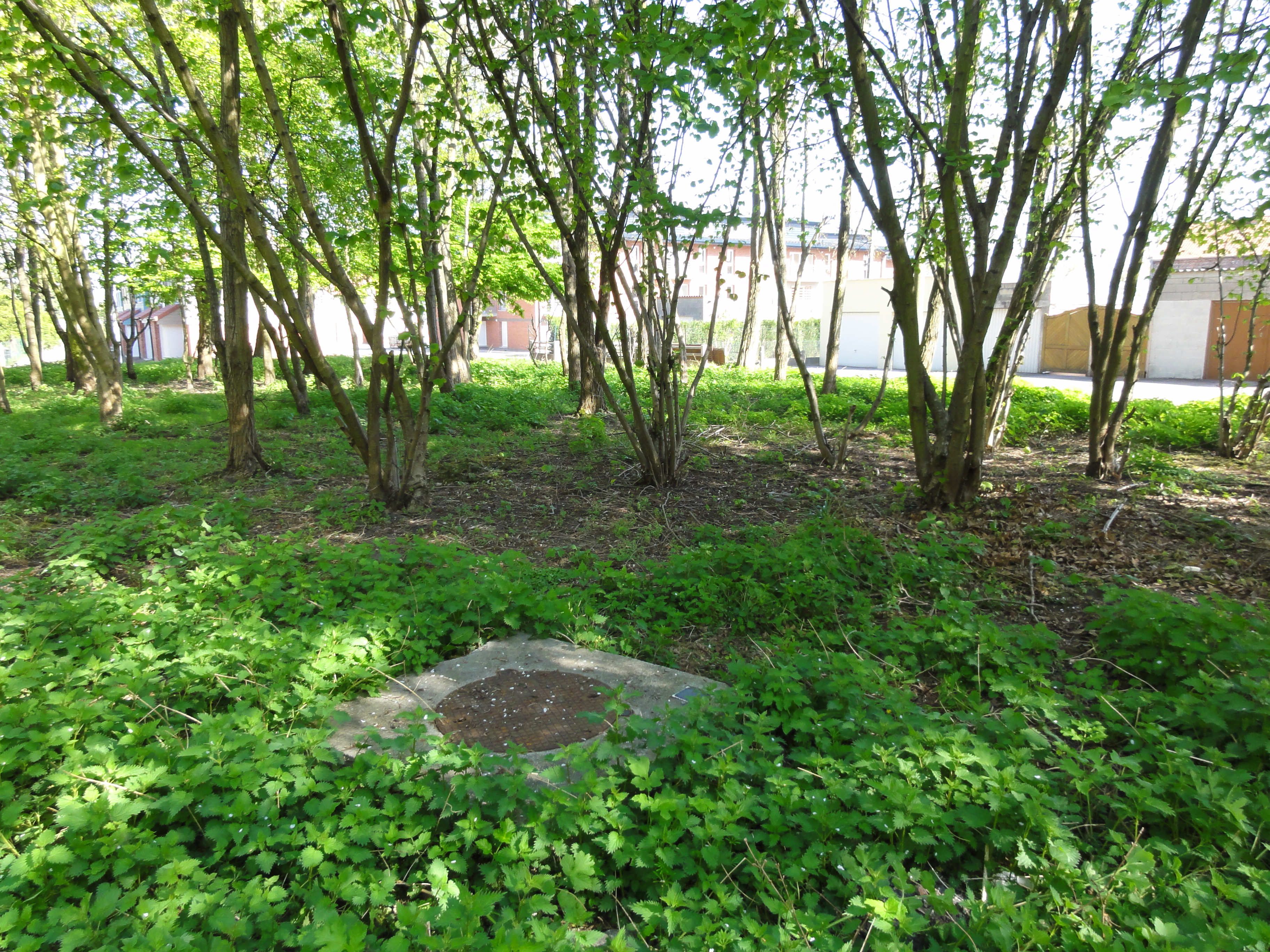
Le puits dans son environnement.